# Jenny Arean
Jenny Arean, artiestennaam van Joanna Jenneke Josepha Klarenbeek (Lisse, 4 oktober 1942) is een Nederlands zangeres, cabaretière en actrice.

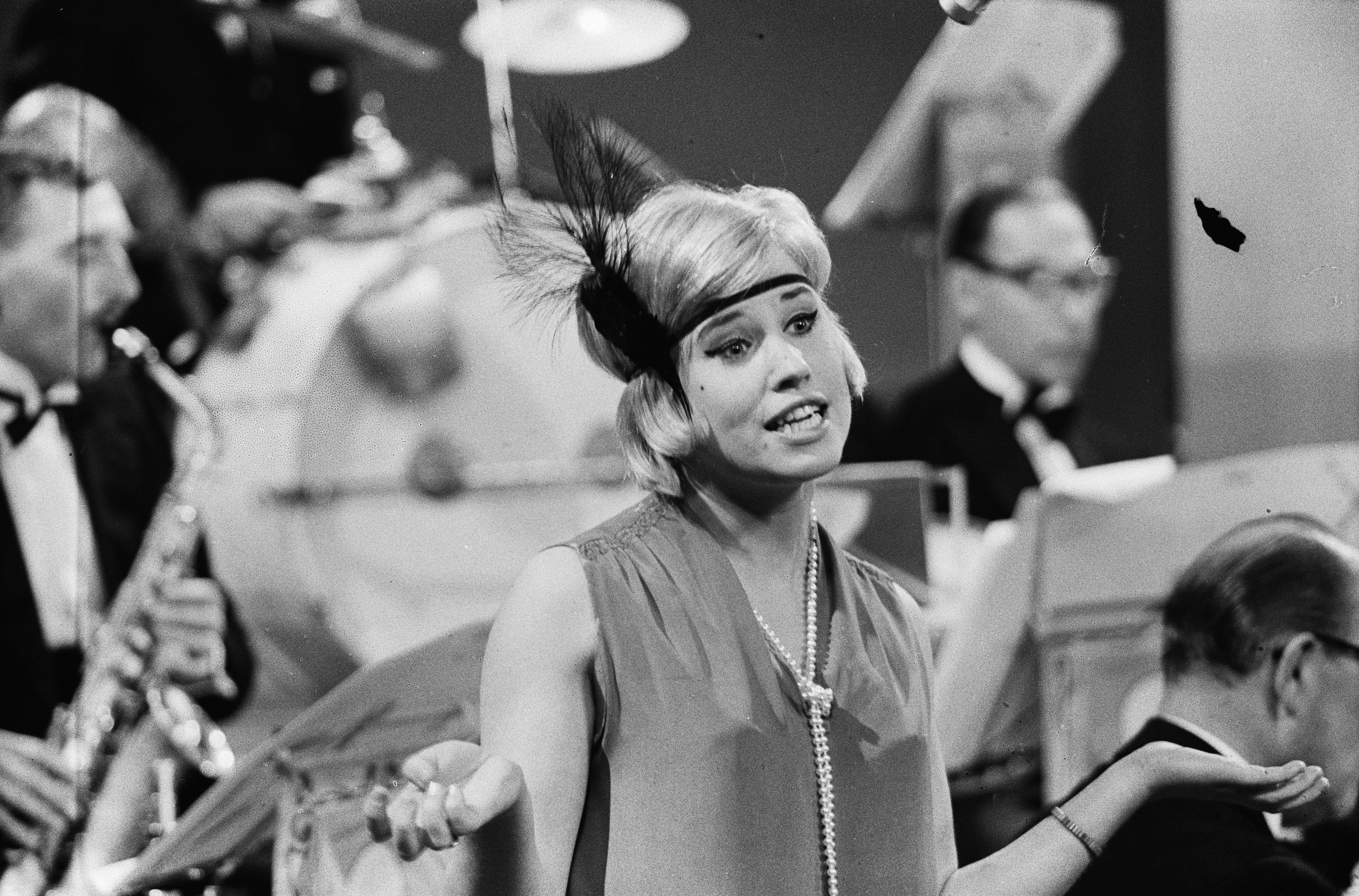
Jenny Arean (1963)

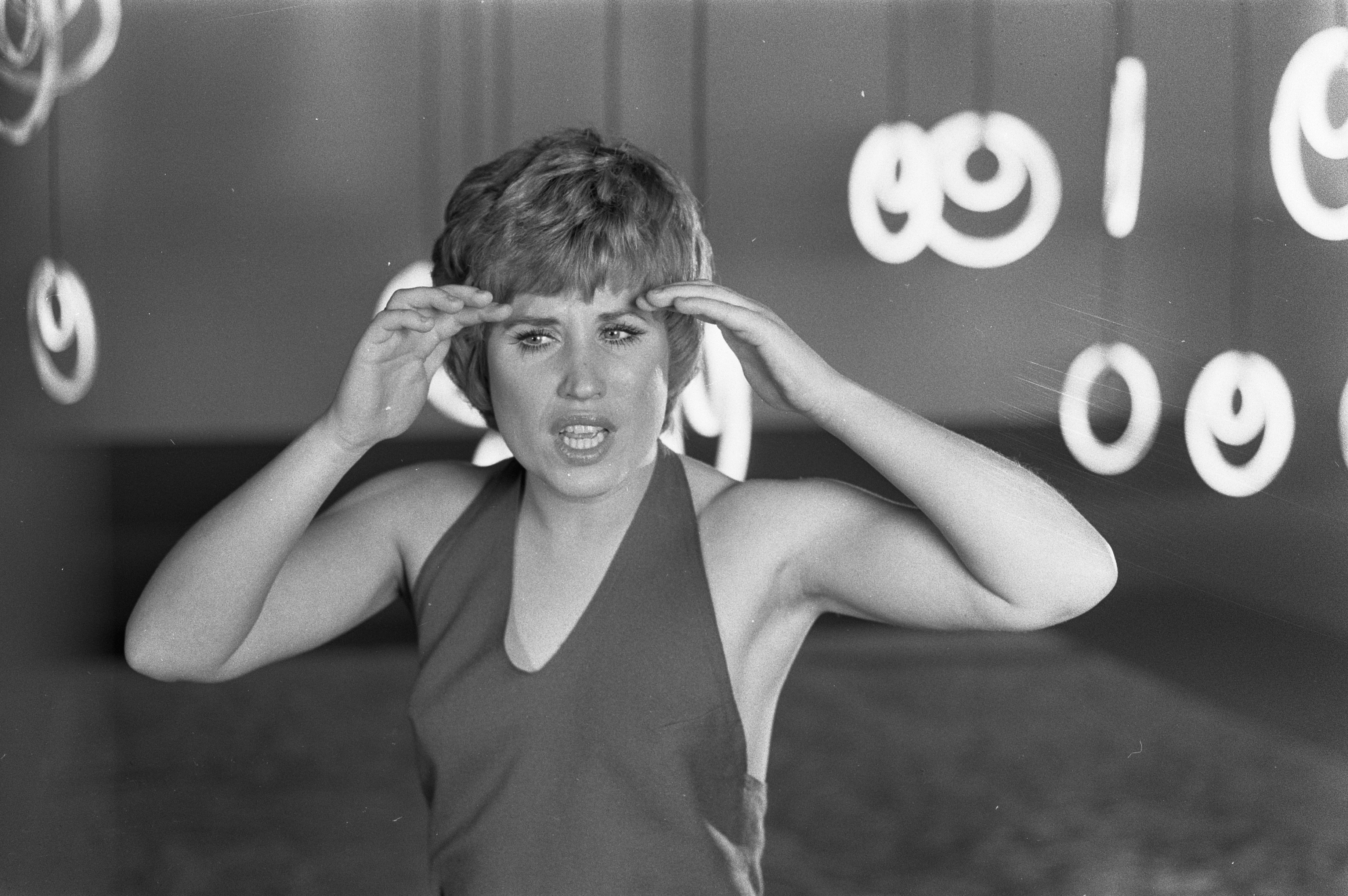
Jenny Arean (1972)

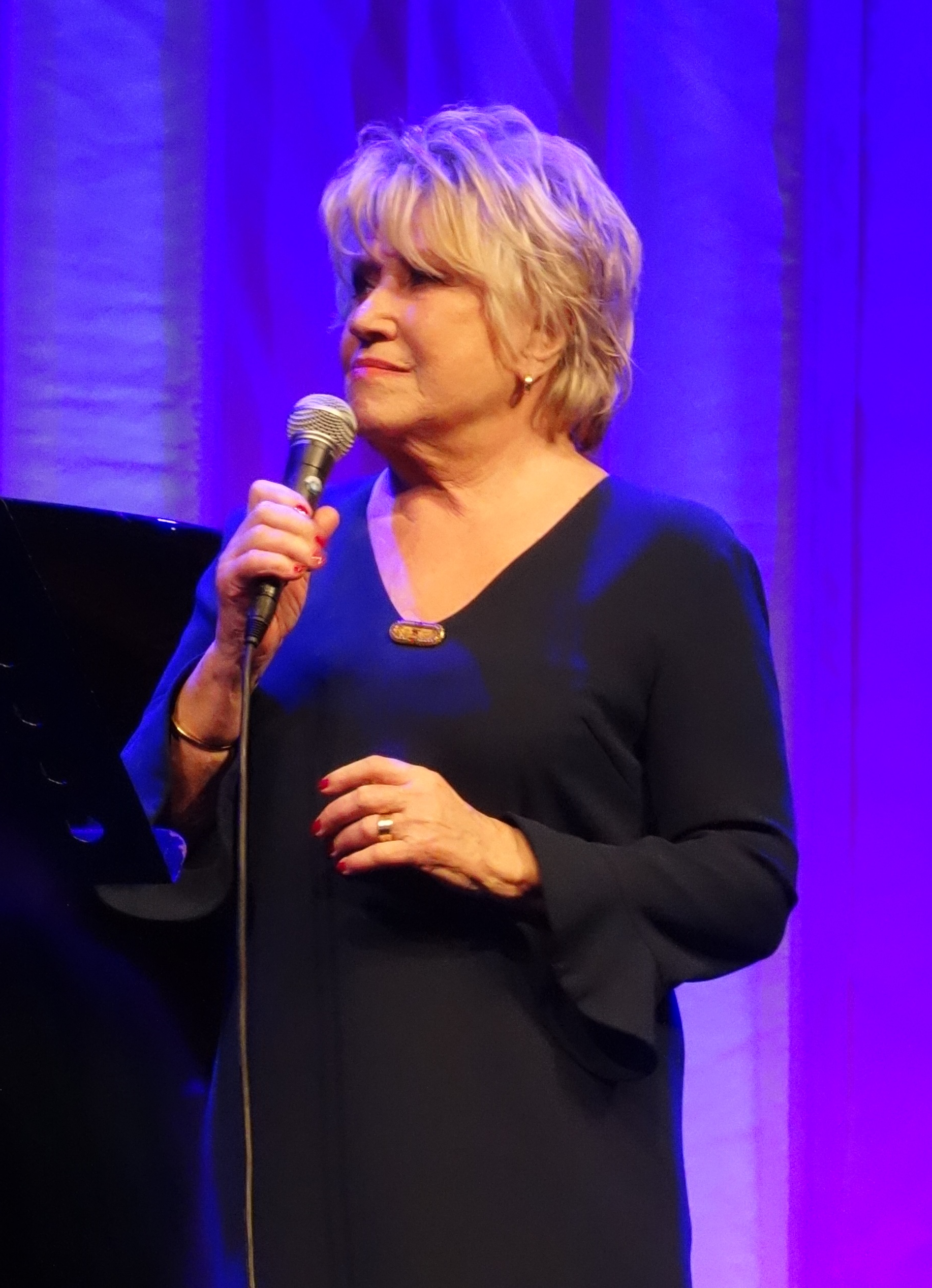
Jenny Arean (2019)

## Jeugd en vroege carrière
Ze werd geboren als enig kind van een kelner en de zangeres Conny Renoir (1921-2014). Ook de moeder van haar moeder, Henny Verhas, was zangeres, met als artiestennaam Henny Verra. Op haar veertiende zag ze een show van Wim Sonneveld en sindsdien wilde ze het cabaret in. Ze brak de huishoudschool af en ging werken als hulp in de huishouding. Begin 1960 kwam ze bij het ABC-cabaret van Wim Kan en Corry Vonk. Op advies van Vonk veranderde ze haar naam in Jenny Arean.

## Carrière
In de jaren zestig speelde ze de hoofdrol in de populaire televisiemusicals (NCRV) "Er valt een ster" (1963) en "Vadertje Langbeen" (1964). Tussen 1967 en 1973 trad ze op in diverse door Rob Touber geregisseerde tv-shows bij de VARA en de VPRO. In de jaren zeventig werkte ze aan verschillende musicals mee, onder meer En nu naar bed (1971) van Annie M.G. Schmidt en speelde ze de hoofdrol in Het meisje met de blauwe hoed (1972), een televisiebewerking van het gelijknamige boek van Johan Fabricius. Daarnaast deed ze in 1975 een cabaretprogramma Scherts, satire, songs en ander snoepgoed met Robert Long, Dimitri Frenkel Frank en Jérôme Reehuis.
In 1977 had ze een hit met het duet met Frans Halsema Vluchten kan niet meer uit de musical En nu naar bed. Een ander bekend lied daaruit is Was dat nou alles? Vanaf het midden van de jaren tachtig maakte ze solo-programma's. Daarnaast speelde ze in diverse musicals. In 2002 maakte ze samen met Willeke Alberti een theatershow onder hun beider echte namen Klarenbeek en Verbrugge.
Op 5 mei 2014 zong Arean op het Bevrijdingsconcert op de Amstel in Amsterdam. Dat was, met het lied Dit is mijn lijf, opnieuw het geval op 5 mei 2023.

## Privé
Arean was van 1964 tot 1973 gehuwd met de acteur Huib Rooymans. Het echtpaar kreeg een dochter, Myra. Van 1980 tot 1982 was zij gehuwd met Ischa Meijer die haar aanmoedigde een soloprogramma uit te brengen. Ze speelden samen in vier theaterprogramma's. Ze is sinds de oprichting lid van de Nederlandse Vereniging voor een Vrijwillig Levenseinde en heeft een eigen stichting met de naam Godzalmijbewaren.
Op haar tachtigste verjaardag werd zij in het Koninklijk Theater Carré gehuldigd door Brigitte Kaandorp, met wie zij een serie voorstellingen speelde, haar kleindochter Jente en illusionist Hans Klok.

## Werk

### Soloprogramma's
- 1985: Gescheiden vrouw op oorlogspad
- 1986: Voort gaat ie weer
- 1988: Neem je een apie voor me mee
- 1991: Het Huishoudschoolsyndroom
- 1992: De dame zet zich schrap
- 1994: Alles heeft zijn prijs
- 2000: Voorwaarts (en niet vergeten)
- 2005: Jenny solo
- 2007: Jenny Arean in concert

### Theater, musical
- 1960-1961: Laat je niets wijsmaken
- 1961-1963: Herexamen
- 1964-1967: Wat een land wat een land
- 1965-1966: Hooikoorts (van Noël Coward)
- 1966: Anatevka
- 1966: Koning Salomo en de schoenlapper
- 1966-1967: De astrakan jas
- 1971: En nu naar bed
- 1979: De Club
- 1983: En God zag dat het goed was (met Ischa Meijer)
- 1995-1996: Tip Top
- 1998: Heerlijk duurt het langst (speelde de hoofdrol om en om met Jasperina de Jong)
- 1999: Chicago
- 2001: Foxtrot
- 2002: Klarenbeek en Verbrugge (met Willeke Alberti)
- 2004: Telkens weer het dorp
- 2004-2005: De Jantjes
- 2007: Het Verschil
- 2009: New Grounds (met Tango Dorado)
- 2009: Jenny Arean en Louis van Dijk
- 2011-2012: Vroeger of later
- 2012-2013: Annie
- 2014: Golden Pond
- 2017: Want er komen andere tijden
- 2021-2022: Gedeelde Smart (met Brigitte Kaandorp)

### Televisie
- Het meisje met de blauwe hoed (1972/2004)
- Jenny (VPRO, 15 april 1968)
- De G van genis (VPRO, 7 februari 1969)
- Jenny bis (VPRO, 13 september 1969)
- Een recht, een averecht (VARA, 4 december 1971, 1 januari 1972 en 29 januari 1972)
- In de Vlaamsche Pot Gastrol - Else Hoevelaken (Afl. De goede kant, 1991)
- Ha, die Pa! Gastrol - Anna (Afl. De advertentie, 1992)
- Dit was het nieuws (2005)
- 't Schaep met de 5 pooten (2006)
- 't Vrije Schaep (met de 5 pooten) (2009)
- 't Spaanse Schaep (2010)
- 't Schaep in Mokum (2013)
- 't Schaep Ahoy (2015)
- Klassiekers met Kleinsma (2021)
- TV Monument (2022)
- Even tot hier (17 december 2022)
- Cast (20 april 2023)
- Verborgen Verleden (17 februari 2024)

### Film
- Keetje Tippel (1975)
- Paul Chevrolet en de ultieme hallucinatie (1985)
- Max & Laura & Henk & Willie (1989)
- Chicken Run (2000, stem)
- Paniek op de Prairie (2004, stem)
- Brave (2012, stem)
- Finn (2013)
- Hallo bungalow (2015)
- Gewoon Vrienden (2018)

### Radio
- De Moker (2010, hoorspel, als vriendin Toos)

### Platen
- 1964 - De Muze Van De Oude Jazz / Happy - 7"single - PHILIPS - JF 327 663
- 1966 - Niet Zonder Jou... Daarom... - 7"FD - NVV - SHOL 548
- 1968 - De Meisjes Van Het Theater / De Bloem Van Het Thorbeckeplein - 7"single - PHILIPS - JF 333 987
- 1968 - Jenny - 12"lp - PHILIPS - XPY 855 068
- 1969 - Dag Lieve Sterren (Goodmorning Starshine) / Kinderen - 7"single - PHILIPS - JF 336 022
- 1986 - Jenny Arean - 12"lp - EMI - 1A 068 127348 1
- 1991 - Jenny Arean Zingt Ischa Meijer - cd - DE JONGSTE DAG - CDJD 12 JA
- 1992 - Op Reis: Stormy Weather + Lichtmatroos + Het Mes + Naar Engeland Varen + Every Time We Say Goodbye + Liefde Negentientwintig - CDS - BRIGADOON - BIS 003
- 1993 - De Dame Zet Zich Schrap - cd - BRIGADOON - BIS 007
- 1994 - Alles Heeft Zijn Prijs - cd - BRIGADOON - BIS 009
- 1994 - Iemand Moet Het Doen - cd - MERCURY - 518 909 2
- 1998 - Heerlijk Duurt Het Langst - cd - QUINTESSENCE - QS 900 914 2
- 1999 - Voorwaarts En Niet Vergeten - cd - BRIGADOON - BIS 043
- 1999 - Portret - 2 cd's - BRIGADOON - BIS 029
- 2001 - Big City Amsterdam + Amsterdam - CDS - REFERENDUM BINNENSTAD -
- 2004 - Leve De Bouwput - CDS - LEVE DE BOUWPUT -
- 2005 - Jenny Solo - CD - BRIGADOON - BIS 066
- 2008 - In Concert - Dubbel CD - BRIGADOON - BIS 009

### NPO Radio 2 Top 2000
| Nummer met noteringen in de NPO Radio 2 Top 2000 | '99 | '00 | '01 | '02 | '03 | '04 | '05 | '06 | '07 | '08 | '09 | '10 | '11 | '12 | '13 | '14  | '15 | '16  | '17  | '18  | '19  | '20  | '21  | '22  | '23  | '24  |
| ------------------------------------------------ | --- | --- | --- | --- | --- | --- | --- | --- | --- | --- | --- | --- | --- | --- | --- | ---- | --- | ---- | ---- | ---- | ---- | ---- | ---- | ---- | ---- | ---- |
| Vluchten kan niet meer (met Frans Halsema)       | 233 | 242 | 431 | 445 | 527 | 316 | 231 | 278 | 272 | 280 | 514 | 544 | 629 | 801 | 718 | 1113 | 954 | 1139 | 1212 | 1358 | 1303 | 1442 | 1503 | 1710 | 1668 | 1628 |

1. ↑  Een vetgedrukt getal geeft de hoogste notering aan.

## Prijzen en onderscheiding
- Johan Kaartprijs (1985)
- Scheveningen Cabaret Prijs (1985)
- Annie M.G. Schmidt-prijs (1992)
- Gouden Harp (1993)
- Edison (1994)
- Gouden Notekraker (1996)
- Annie M.G. Schmidt-prijs (1997)
- Kleinkunst-Edison (1999)
- Zilveren Nipkowschijf-'t Vrije Schaep (2009)
- Blijvend Applaus Prijs (2016)
- Ridder in de Orde van de Nederlandse Leeuw (2018)[2]

## Biografie
- Xandra Knebel, Jenny. Een theaterleven. Amsterdam, Uitgeverij Water, 2018. ISBN 9789492495549